# DN56
DN56 este un drum național din România, aflat în județul Dolj. El face legătura între reședința de județ, Craiova, și portul la Dunăre Calafat. La Calafat, drumul își are capătul la Podul Calafat-Vidin, unde se poate traversa Dunărea în Bulgaria, în orașul Vidin.

## Parcurs
DN56, Craiova (DN 55) km 0+000 - Calafat Bac - Frontiera Bulgaria  km 84 + 660, este clasificat atât ca drum european (E79) cât și ca drum național principal – conform hotărârii de Guvern 540/2000, realizând legatura între Craiova și podul peste Dunăre, Calafat – Vidin.
Traseul DN56 străbate următoarele localități:
- Braniște - km   1+ 500 – km  2+600
- Podari - km   3+ 700 – km   6+950
- Radovan - km 24+ 600 – km 26+100
- Perișor - km   3+ 700 – km   6+950
- Giubega - km 40+ 500 – km 42+700
- Galicea Mare - km 49+ 100 – km 53+000
- Golenți - km 73+ 350 – km 74+950
- Basarabi - km 76+ 750 – km 79+150
- Calafat - km 82+ 000 – km 84+020

## Reabilitare
Acesta este în curs de reabilitare conform Ministerul Fondurilor Europene, desemnat ca Autoritate de Management pentru Programul Operațional Sectorial-Transport 2007-2013 și Compania Națională de Administrare a Infrastructurii Rutiere S.A. în calitate de Beneficiar, au semnat Contractul de Finanțare nr. 539 în data de 30.12.2016. Valoarea totală a proiectului a fost de 309.820.701,49 lei (faza I+faza II). Drumul este parte din E79 care are următorul traseu prin România: Oradea,  Deva, Petroșani, Târgu Jiu, Craiova și Calafat. Pe acest traseu au fost construite 2 poduri noi, 5 poduri reabilitate, 67 de podețe, 17 intersecții și 12 spații de parcare.